# Chtelnica
Chtelnica est un village de Slovaquie situé dans la région de Trnava.

## Histoire
Première mention écrite du village en 1216.

## Démographie

### Évolution de la population
| Année:               | 1994. | 2004.   | 2014.   | 2024.   |
| -------------------- | ----- | ------- | ------- | ------- |
| Nombre de personnes: | 2524  | 2551    | 2593    | 2510    |
| Différence:          |       | +1,06 % | +1,64 % | -3,20 % |

| Année:               | 2023. | 2024.   |
| -------------------- | ----- | ------- |
| Nombre de personnes: | 2529  | 2510    |
| Différence:          |       | -0,75 % |